# Особлива нарада НКВС
Особли́ва нара́да НКВС (Особлива нарада при НКВС) — позасудовий орган, створений 1924 року в системі ОГПУ-НКВС для адміністративної висилки та позасудового розгляду кримінальних справ без виклику обвинуваченого та свідків. Якщо з 1924 року існування та функціонування Особливої наради НКВС суперечило вимогам Кримінально-процесуального кодексу СРСР, згідно з яким усі справи про злочинні діяння, включаючи «контреволюційні» виступи, були підсудні суду або революційним трибуналам, то після прийняття Конституції СРСР 1936 року, розгляд кримінальних справ Особливою нарадою НКВС суперечив також нормам конституції щодо обов'язковості судочинства судами з обов'язковим відкритим розглядом кримінальних справ. У додаток ЦВК СРСР 10 липня 1934 року прийняв постанову «Про розгляд справ щодо злочинів, розслідуваних народним комісаріатом внутрішніх справ Союзу РСР і його місцевими органами», яка визначала належність підсудності кримінальних справ, котрі розслідувались НКВС, тільки судам, що своєю чергою законодавчо додатково суперечило існуванню Особливої наради НКВС. Особлива нарада НКВС найчастіше виносила вироки по 58-й статті «Контрреволюційні злочини» Кримінального кодексу СРСР, яка передбачала винесення вироків лише судом.
Концептуально Особлива нарада НКВС, як і трійки НКВС, не мали нічого спільного з кримінальним судочинством: вони були позбавлені таких головних принципів судочинства як незалежність суду, змагальність і рівність сторін перед судом та законом. Навіть їхнє функціонування неможливо прирівняти до розгляду адміністративних справ, що виникають із незначних правопорушень, оскільки і розгляд адміністративних справ обов'язково передбачає відкритість процесу розгляду та прийняття доводів обвинувачуваної сторони — функції, що були відсутні під час розгляду справ позасудовими органами.
Особлива нарада НКВС, як позасудовий орган, була скасована тільки після смерті Сталіна наказом Президії ВР СРСР 1 вересня 1954 року.